# Frisco Jass Band

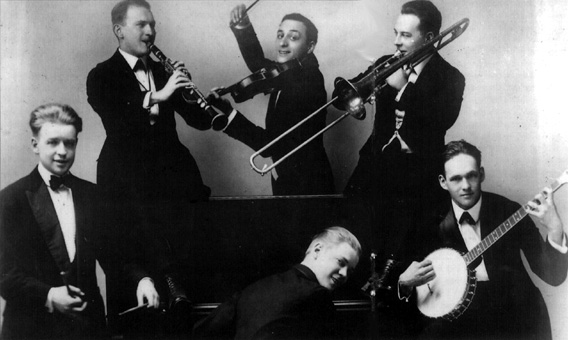
Frisco Jass Band på ett samtida reklamfoto.

Frisco Jass Band var en amerikansk dansorkester verksam under övergångsfasen mellan ragtime och jazz. Gruppens skivinspelningar hörde till de tidigaste att marknadsföras under den senare benämningen (då ännu stavad "jass").
Frisco Jazz Band var en sextett bestående av Buster Johnson (trombon), Rudy Wiedoeft (klarinett och ledare), Marco Woolf (fiol) och Arnold Johnson (piano) samt en banjoist och trumslagare vars båda namn gått förlorade för eftervärlden. Namnet anspelar på San Francisco eftersom flera av medlemmarna kom från amerikanska västkusten.
Bandet bildades i början av 1917 och fick snabbt engagemang på prestigefyllda etablissemang i New York som Montmartre Cafe och Winter Gardens. Med början den 10 maj 1917 gjorde bandet fonografinspelningar på bolaget Edison, som i sin marknadsföring talde om orkesterns "typical 'Jazz Band' style". Detta var något uppseendeväckande eftersom Edisons grundare och ägare, Thomas Alva Edison, personligen avskydde jazz. Uppenbarligen insåg dock andra medarbetare i bolaget vikten av att ta upp kampen med huvudkonkurrenten Victors stora försäljningssuccé Original Dixieland Jazz Band. Totalt gjorde Frisco Jass Band nio inspelningar för Edison under året. Några av dem utgavs dock inte förrän flera år senare, den sista 1922.
Av bandets medlemmar gick åtminstone tre vidare till större berömmelse: Wiedoeft som soloartist, Buster Johnson som musiker i Paul Whitemans orkester och Arnold Johnson som ledare för en egen framgångsrik orkester.